# Draconarius qingzangensis
Draconarius qingzangensis är en spindelart som först beskrevs av Hu 200.  Draconarius qingzangensis ingår i släktet Draconarius och familjen mörkerspindlar. Inga underarter finns listade i Catalogue of Life.